# Charge de la preuve (philosophie)
Pour l’article homonyme, voir Charge de la preuve.
En philosophie, la charge ou le fardeau de la preuve est l'obligation des opposants d'un débat épistémique à fournir des preuves de leurs positions.

## Charge
Lors de n'importe quel débat impliquant des enjeux, il y a une attente implicite de preuves soutenant la position d'un intervenant. Cette charge de preuve ne demande pas nécessairement une preuve mathématique ou logique, bien que de nombreux débats exigent ce niveau. 
L'évaluation de la crédibilité d'une affirmation est faite selon des conventions variables en fonction du contexte,.

## Preuve d'un négatif
Une preuve négative est une expression qui affirme l'exclusion ou l'inexistence de quelque chose. Affirmer qu'il est impossible de prouver un négatif est un pseudologique, car de nombreuses preuves corroborent les affirmations négatives en mathématiques, en sciences et en économie, y compris le théorème de l'impossibilité d'Arrow. Il peut y avoir plusieurs revendications dans un débat. Néanmoins, quiconque fait une réclamation porte la charge de la preuve quels que soient le contenu positif ou négatif de la réclamation.